# Grunty leśne
Grunty leśne – zgodnie z ustawą z dnia 3 lutego 1995 o ochronie gruntów rolnych i leśnych są to grunty określone jako: 1) lasy w przepisach o lasach, 2) zrekultywowane na potrzeby gospodarki leśnej, 3) pod drogami dojazdowymi do gruntów leśnych.